# Közgazdasági Kis Könyvtár
Közgazdasági Kis Könyvtár – a bukaresti Tudományos Könyvkiadó gondozásában indult könyvsorozat. Két kötete jelent meg: 1. Keresztes Endre: A vállalati nyilvántartás szervezése és az önköltség (1957); 2. Balogh László: Mezőgazdasági hitelek (1958).